# Jean-Talon
Jean-Talon – stacja przesiadkowa metra w Montrealu, na linii pomarańczowa oraz linii niebieskiej. Obsługiwana przez Société de transport de Montréal (STM). Znajduje się w Petite Italie, na granicy dzielnic Rosemont–La Petite-Patrie i Villeray–Saint-Michel–Parc-Extension.